# Sheffield
|  | Per a altres significats, vegeu «Sheffield (desambiguació)». |

Sheffield és la sisena ciutat més gran del Regne Unit. És a la regió del nord d'Anglaterra de South Yorkshire. Els seus rius són el Don i Sheaf, i la ciutat és el centre del districte metropolità de Ciutat de Sheffield. El nom "Sheffield" prové del riu Sheaf.
Segons el cens de 2011, l'àrea metropolitana de Sheffield (Sheffield Urban Area) tenia 551.800 habitants.
Al segle xiv, Sheffield era una vila de mercats. La indústria principal desenvolupada a la revolució industrial era la producció del ferro. Sheffield és coneguda com una de les vuit ciutats principals, les que actuen com a focus en les seues respectives regions, és la ciutat més important del sud de Yorkshire, i la segona més dominant de Yorkshire.

## Fills il·lustres
- Peter Glossop (1928-2008), fou un cantant d'òpera de la corda de baríton.